# Bandeira de Nauru
Após a declaração de independência de Nauru, a bandeira de Nauru foi hasteada pela primeira vez. Mostra a localização geográfica da ilha-nação.
A estreita faixa amarela com uma largura de 1/24 do comprimento da bandeira, representa a linha do Equador. A estrela de doze pontas simboliza a localização da ilha nas águas azuis do Pacífico em relação à linha do Equador. A separação da bandeira em duas partes faz menção à saga que os primeiros habitantes tinham por terem sido trazidos à Terra por duas rochas.

## Significado
As doze pontas da estrela representam as doze tribos originárias da ilha.
O branco representa o fosfato, através do qual a ilha adquiriu fortuna ao garimpar.
A bandeira foi criada por um residente empregado pela empresa fabricante de bandeiras Evans, e foi oficialmente adoptada a 31 de Janeiro de 1968.  

## Bandeiras históricas
| Bandeira | Data      | Uso |
| -------- | --------- | --- |
|          | 1888-1914 | Bandeira da Nova Guiné Alemã, utilizada durante o controle alemão                                               |
|          | 1919-1948 | Enquanto a ilha estava sendo controlada pelo Reino Unido e a Austrália, a Bandeira do Reino Unido foi utilizada |
|          | 1942-1945 | A bandeira do Japão foi utilizada durante a Ocupação Japonesa de Nauru                                          |
|          | 1948-1968 | Bandeira Utilizada durante o Protetorado das Nações Unidas junto com o Reino Unido e a Austrália                |
|          | 1968-     | Atual bandeira de Nauru                                                                                         |

## Variante da bandeira utilizada por escuteiros
Uma variante da bandeira de Nauru é utilizada pelos escuteiros locais. 